# Culicoides oxianus
Culicoides oxianus är en tvåvingeart som beskrevs av Smatov och Kravets 1976. Culicoides oxianus ingår i släktet Culicoides och familjen svidknott. Inga underarter finns listade i Catalogue of Life.